# راس الشعبة (السدة)

تعديل مصدري - تعديل

راس الشعبة محلة تابعة لقرية السر، التابعة لعزلة بني الحارث بمديرية السدة إحدى مديريات محافظة إب في الجمهورية اليمنية.، بلغ تعداد سكانها 64 حسب تعداد اليمن لعام 2004.